# Tegalsari (Weru)
Tegalsari is een bestuurslaag in het regentschap Sukoharjo van de provincie Midden-Java, Indonesië. Tegalsari telt 3860 inwoners (volkstelling 2010).